# Ottica geometrica

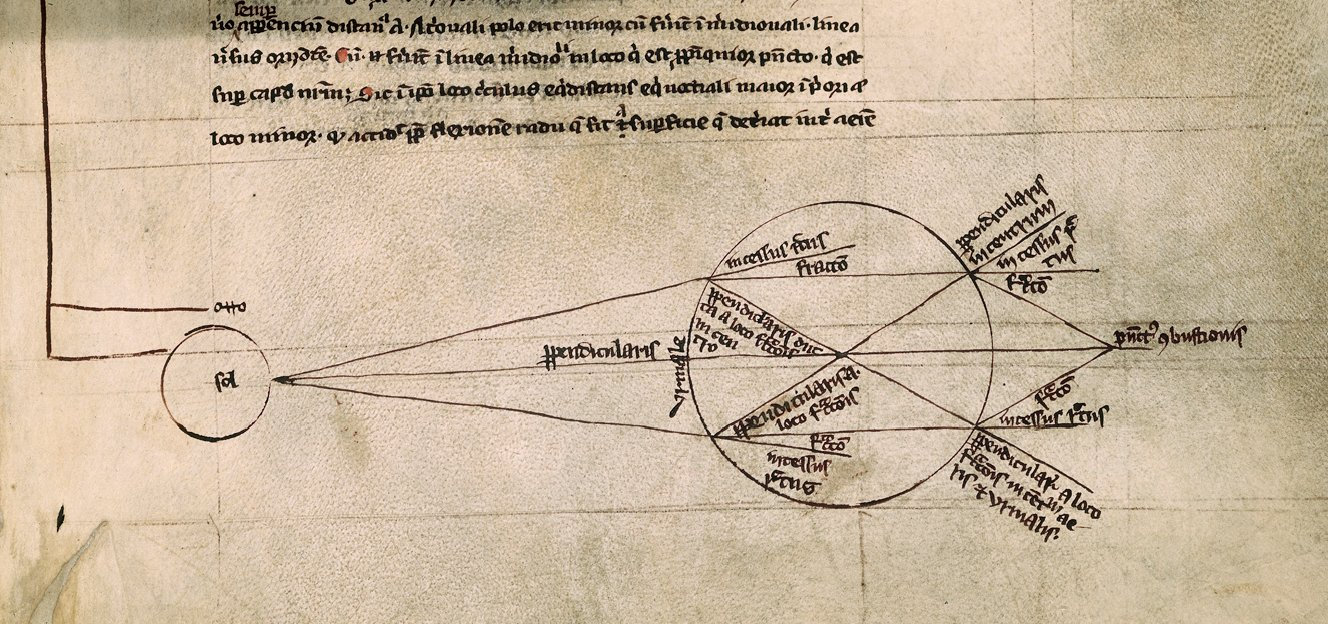
Disegno dal De multiplicatione specierum di Ruggero Bacone (XIII secolo), che illustra il fenomeno della rifrazione della luce da parte di un contenitore vitreo e sferico colmo d'acqua.

L'ottica geometrica è la più antica branca dell'ottica: essa studia i fenomeni ottici assumendo che la luce si propaghi mediante raggi rettilinei. Dal punto di vista dell'ottica ondulatoria essa è valida quando la luce interagisce solo con oggetti di dimensioni molto maggiori della sua lunghezza d'onda.
Con questa condizione, gli unici fenomeni rilevanti sono la propagazione rettilinea, la riflessione (speculare o diffusa, quest'ultima detta anche diffusione) e la rifrazione. È possibile dare una spiegazione approssimata, ma sufficiente in molti casi, del funzionamento di specchi, prismi, lenti e dei sistemi ottici costruiti con essi.

## Descrizione

### Legge della propagazione rettilinea
La legge afferma che nel vuoto la luce si propaga lungo linee rette. La prima formulazione di questo principio è dovuta a Euclide nella sua Ottica, anche se il concetto di vuoto associato al moto rettilineo degli atomi venne introdotto circa due secoli prima da Democrito. Lo stesso comportamento varrà a posteriori all'interno di qualsiasi mezzo omogeneo.

### Leggi della riflessione
La riflessione è il fenomeno per cui una congruenza ortogonale di raggi che incide su una superficie di discontinuità genera una nuova congruenza ortogonale di raggi.  Le leggi della riflessione affermano che tale nuovo raggio, detto raggio riflesso, 
- si trova nel piano definito dal raggio incidente e dalla perpendicolare alla superficie nel punto di incidenza
- forma con tale perpendicolare un angolo con la stessa ampiezza e verso opposto di quello formato dal raggio incidente.

### Leggi della rifrazione (Legge di Snell)
La rifrazione è il fenomeno per cui una congruenza ortogonale di raggi che attraversa una superficie di discontinuità (contatto tra due materiali diversi) viene deviata.
Le leggi della rifrazione (Legge di Snell) affermano che
- Il raggio uscente si trova sul piano definito dal raggio entrante e dalla perpendicolare alla superficie nel punto di contatto.
- Le ampiezze degli angoli formati dai due raggi rispetto alla perpendicolare alla superficie sono collegate dalla relazione:

{\displaystyle n_{1}\sin \theta _{1}=n_{2}\sin \theta _{2}}
dove i valori di n (indice di rifrazione) dipendono dai materiali di cui sono costituiti i mezzi e dal colore della luce.
Nei fenomeni di rifrazione oltre al raggio rifratto, c'è sempre anche un raggio riflesso.
Nel caso in cui il raggio provenga dal mezzo con indice di rifrazione maggiore, con un angolo tale che l'angolo uscente dovrebbe essere maggiore di 90 gradi (θ1>arcsen(n2/n1)), il raggio rifratto non è presente e tutta la luce viene riflessa (riflessione totale). È tuttavia necessario che l'indice di inclinazione n1 sia maggiore dell'indice di inclinazione n2.
Tutte e tre le leggi dell'Ottica Geometrica sono deducibili dal principio di Fermat, se si assume che l'indice di rifrazione sia inversamente proporzionale alla velocità della luce nel mezzo considerato.
Gli indici di rifrazione sono definiti dalla legge precedente a meno di una costante moltiplicativa. Essi sono determinati convenzionalmente assumendo uguale a 1 l'indice di rifrazione del vuoto; sapendo che la velocità della luce è massima nel vuoto, ne segue che l'indice di rifrazione di tutte le altre sostanze è maggiore di 1.
Il variare dell'indice di rifrazione in funzione del colore provoca il fenomeno della dispersione cromatica, cioè la separazione di un raggio di luce bianca nel suo spettro. La dispersione cromatica è all'origine dell'arcobaleno e dell'aberrazione cromatica.